# Elm Creek, Texas
Elm Creek là một nơi ấn định cho điều tra dân số (CDP) thuộc quận Maverick, tiểu bang Texas, Hoa Kỳ. Năm 2010, dân số của nơi này là 2469 người.

## Dân số
- Dân số năm 2000: 1928 người.
- Dân số năm 2010: 2469 người.